# Peter Rehaag
Peter Rehaag (* 20. Juni 1959 in Düsseldorf) ist ein deutscher Jurist und Politiker (Partei Rechtsstaatlicher Offensive). Er war von 2001 bis 2004 Senator für Umwelt und Gesundheit der Freien und Hansestadt Hamburg.
Nach dem Abitur 1980 in Berchtesgaden absolvierte Rehaag ein Studium der Rechtswissenschaft an der Universität Hamburg. 1988 legte er das Staatsexamen ab. 1991 wurde er als Rechtsanwalt in Hamburg zugelassen. Er arbeitet (Stand 2017) als Rechtsanwalt in einer Hamburger Anwaltssozietät, die er 1994 mitbegründete.
Zunächst in der Partei Rechtsstaatlicher Offensive, kurz Schill-Partei genannt, aktiv, wurde er bei der Bürgerschaftswahl 2001 in die Hamburgische Bürgerschaft gewählt. Nachdem die Schill-Partei mit CDU und FDP ein Regierungsbündnis eingegangen war, trat er als Senator für Umwelt und Gesundheit in den Senat von Ole von Beust ein. Sein Bürgerschaftsmandat ruhte in dieser Zeit nach Artikel 39 der Hamburgischen Verfassung. Nach der Niederlage der PRO bei der vorgezogenen Bürgerschaftswahl Anfang 2004 verließ er die Schill-Partei und trat in die CDU ein.